# St. Josef (Erfurt)

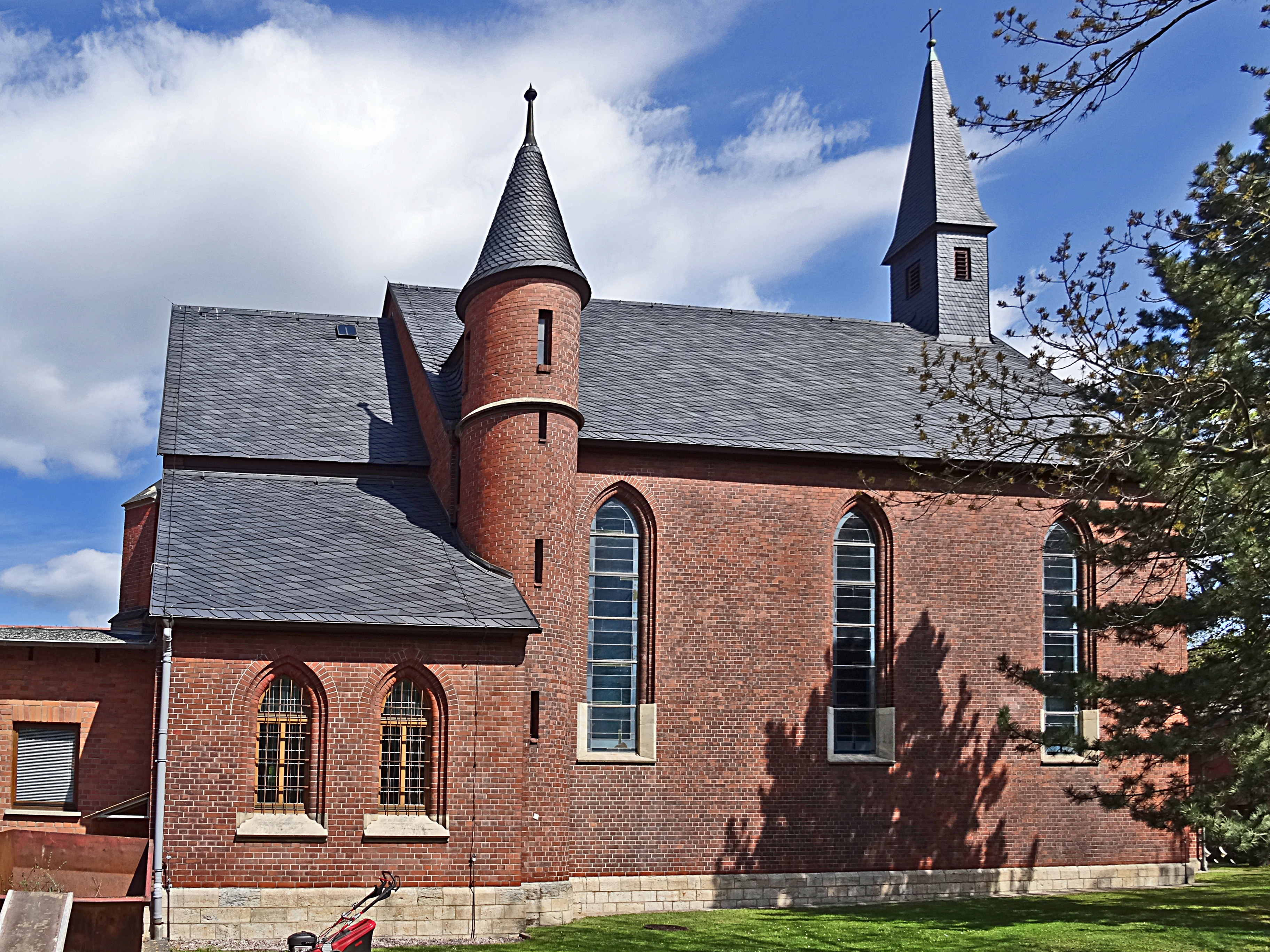
Die Josefskirche

Die römisch-katholische Pfarrkirche St. Josef steht im Stadtteil Ilversgehofen der thüringischen Landeshauptstadt Erfurt. Sie ist die Pfarrkirche der Pfarrei St. Josef  Erfurt im Dekanat Erfurt des Bistums Erfurt. Sie trägt das Patrozinium des heiligen Josef von Nazaret.

## Geschichte

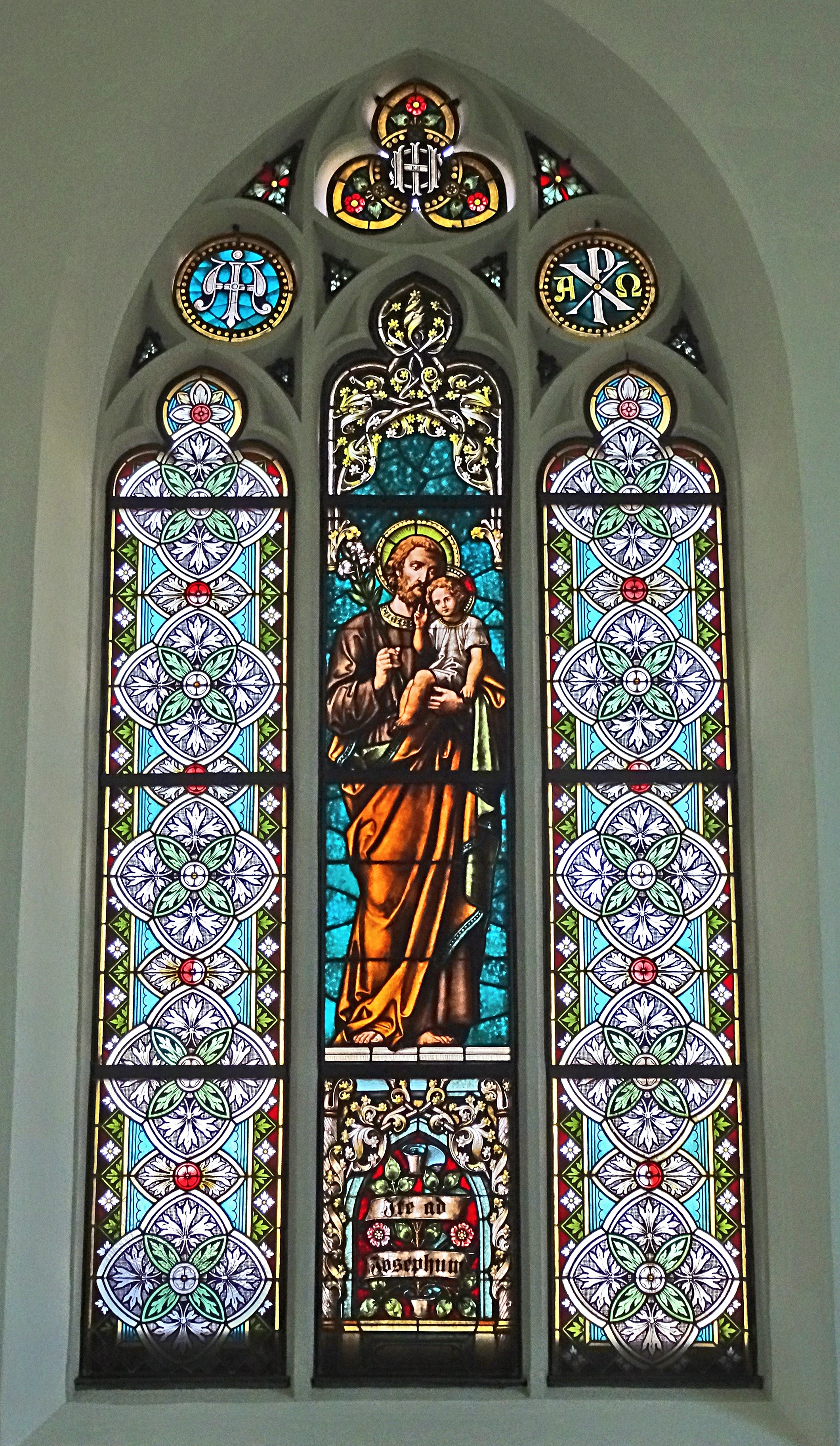
Chorfenster

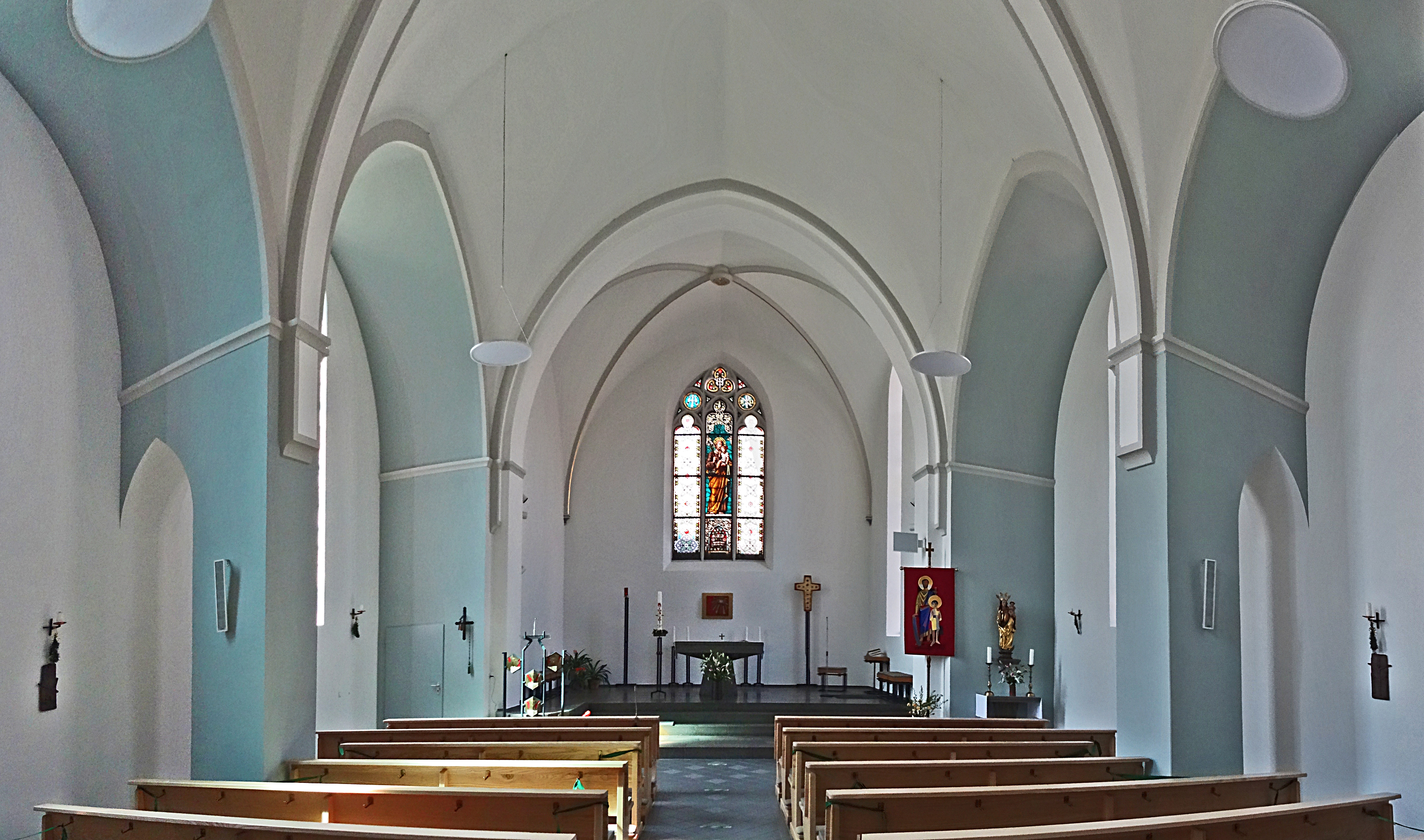
Innenansicht

Mit der Industrialisierung im 19. Jahrhundert wurde aus dem Dorf eine Industriesiedlung mit wachsender Bevölkerung. Nach Gründung eines Kirchbauvereins 1887 konnte 1893 der Grundstein für eine Kirche gelegt werden. In einjähriger Bauzeit wurde die Kirche im neogotischen Stil errichtet und im Juni 1894 geweiht. 1911 wurde der Vorort Ilversgehofen in die Stadt Erfurt eingemeindet und
1920 ein Gemeindekindergarten gegründet. Zum 100-jährigen Jubiläum 1994 wurde die Kirche in der heutigen Gestalt renoviert.
Im Rahmen der Strukturreform des Bistums Erfurt erfolgte am 1. Juli 2012 die Neugründung der Kirchengemeinde St. Josef Erfurt als Großpfarrei mit den Kirchorten St. Josef Erfurt-Ilversgehofen, St. Antonius Erfurt-Gispersleben, St. Marien Erfurt-Stotternheim, St. Martin Witterda und Hl. Familie Gebesee.

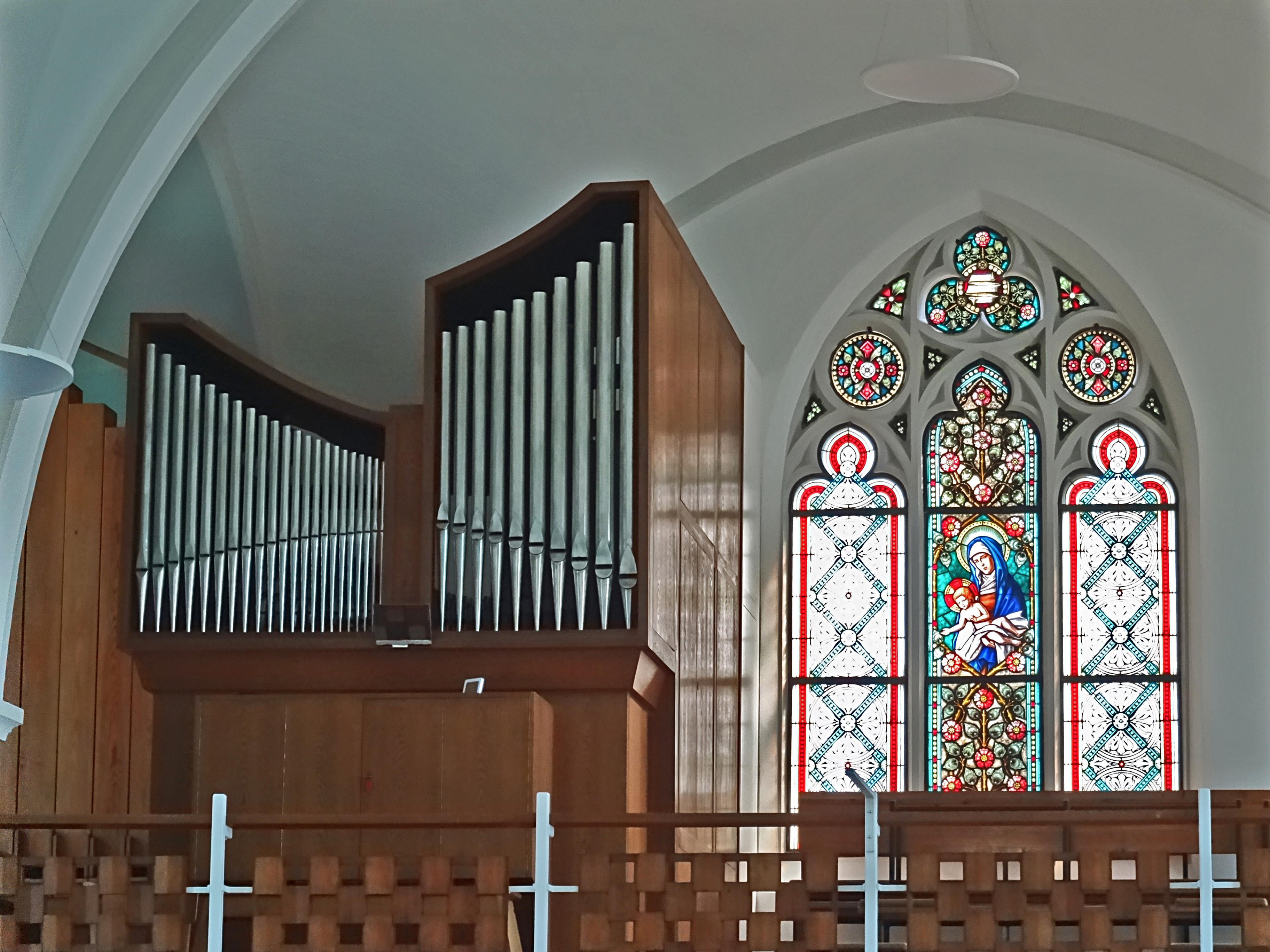
Orgel und Marienfenster

Im Jahr 1973 hat Orgelbau Schönefeld aus Stadtilm die neue Orgel in St. Josef mit seinen 11 klingenden Registern errichtet. 2020 wurde das Instrument von Hey Orgelbau general instand gesetzt, um drei klingende Register erweitert und weiter nach vorne in den Raum gebracht. Mit dem Ergebnis der Generalreparatur und Intonation konnte insgesamt eine Verbesserung des Orgelklangs im Kirchenraum erzielt werden.